# Улькун
Улькун — малая река в Ишимбайском районе Башкортостана, приток Бриша. Речная система: Бриш → Зиган → Белая → Кама → Волга.

## Притоки
У Улькуна несколько притоков, не безымянные из них два:
- Суалташ
- Ташлыелга